# Walther GSP
La Walther GSP (Gebrauchte Sportpistole) es una pistola semiautomática para tiro deportivo de precisión fabricada en Alemania por Carl Walther GmbH. Está disponible en .22 Long Rifle y .32 S&W Long Wadcutter. También existe una versión mejorada conocida como GSP Expert, así como la GSP500, presentada en febrero de 2022.
Es una opción popular para diversos eventos de tiro a 25 metros regulados por la Federación Internacional de Tiro Deportivo